# مختصر ابن الحاجب
مختصر ابن الحاجب هو كتاب من تأليف الفقيه المالكي ابن الحاجب، ويُعتبر من أشهر المتون في علم أصول الفقه.
 

## المؤلف
ابن الحاجب (570 هـ - 646 هـ / 1174- 1249م) وهو أبو عمرو عثمان بن عمر بن أبي بكر بن يونس الدويني الإسنائي، الفقيه المالكي والأصولي النحوي والمقرئ.

## عنوان الكتاب
اسمه الكامل هو: مختصر منتهى السول والأمل في علمي الأصول والجدل. وممن ذكر هذا الاسم الشمس الأصفهاني والحاج خليفة.

## صحة نسبة الكتاب للمؤلف
لا يدخل أي ارتياب في نسبة هذا الكتاب لمؤلفه لتوارد العلماء على شرحه وإثبات نسبته إليه في مقدمات شروحهم.

## ثناء العلماء على المختصر
- قال الشمس الأصفهاني عنه: «كتاب ‌صغير الحجم، وجيز النظم، (غزير العلم) ، كبير الاسم، مشتمل على محض المهم».[4]
- وقال عضد الدين الإيجي: «يجري منها [أي: من كتب الأصول] مجرى الغرة من الكمت والقرحة من الدهم والواسطة من العقد وقد رزق حظا وافيا من الاشتهار، فاستهتر به الأذكياء في جميع الامصار أى استهتار وذلك لصغر حجمه وكثرة عمله ولطافة نظمه».[5]
- وقال الإسنوي: «الأصول الثلاثة المعتمدة في فن الأصول، وهي: المحصول للإمام [الفخر الرازي]، ولإحكام للآمدي، والمختصر لابن الحاجب».[6]
- وقال ابن كثير: «وهو كتاب ‌نفيس جدا في هذا الفن».[7]
- وقال ابن خلدون: «تداوله طلبة العلم وعني أهل المشرق والمغرب به وبمطالعته وشرحه».[8]

## أصل هذا الكتاب
هو مختصر من منتهى السول والأمل في علمي الأصول والجدل الذي هو تلخيص للإحكام للآمدي.
قال ابن خلدون: «كتاب الإحكام للآمدي وهو أكثر تحقيقا في المسائل فلخصه أبو عمر بن الحاجب في كتابه المعروف بالمختصر الكبير . ثم اختصره في كتاب آخر تداوله طلبة العلم وعني أهل المشرق والمغرب به وبمطالعته وشرحه».

## ترتيبه
قال ابن الحاجب في مقدمة مختصره: «وينحصر في المبادئ والأدلة السمعية والاجتهاد والترجيح».

## من مصادره التي أشار إليها
مصادر الحديث
مصابيح السنة للبغوي.
مصادره من كتب العربية
كتاب سيبويه: ذكره في مفهوم الحصر.
دلائل الإعجاز لعبد القاهر الجرجاني.
سر صناعة الإعراب لابن جني.
مصار كتب الأصول
المعتمد في أصول الفقه لأبي الحسين البصري.
البرهان في أصول الفقه لأبي المعالي الجويني.
المنخول من تعليقات علم الأصول لأبي حامد الغزالي.
المستصفى من علم الأصول .المحصول في علم الأصول للفخر الرازي.
الإحكام في أصول الأحكام.

## الشروح
قال الصرامي: «وحسبك أن تعلم أن صاحب كشف الظنون 2/ 1853- 1857 ذكر من شروحه وحواشيه أكثر من خمسين كتاباً وبعد البحث والتتبع أمكن الوقوف على أضعاف هذا العدد».
فمن الشروح المطبوعة:
مرصاد الأفهام إلى مبادئ الأحكام / ناصر الدين أبو سعيد عبد الله بن عمر بن محمد الشيرازي البيضاوي (...- 685 هـ).
شرح المختصر / القطب الشيرازي (634- 710 هـ).
غاية الوصول / ابن المطهر الحلي (648- 726 هـ).
مجمع الدرر / التستري (...- 732 هـ).
بيان المختصر شرح مختصر ابن الحاجب / محمود بن عبد الرحمن (أبي القاسم) بن أحمد بن محمد، أبو الثناء، شمس الدين الأصفهاني (674- 749هـ).
شرح العضد (708- 756 هـ).
رفع الحاجب عن مختصر ابن الحاجب / تاج الدين عبد الوهاب بن تقي الدين السبكي (727- 771 هـ).
تحفة المسؤول في شرح مختصر منتهى السول / يحيى بن موسى الرهوني (...- 774 هـ).
الردود والنقود شرح مختصر ابن الحاجب / محمد بن محمود بن أحمد البابرتي الحنفي (710- 786 هـ).
النقود والردود / الكرماني (717- 786 هـ).
نجاح الطالب على مختصر بن الحاجب / المقبلي (1047- 1108 هـ).

## المختصرات
غاية السول في علم الأصول / الحسين بن القاسم اليمني (999- 1050 هـ).

## المنظومات
نظم مختصر منتهى السول والأمل / جلال الدين البلقيني (763- 824 هـ).

## تخريج أحاديثه
تحفة الطالب بمعرفة أحاديث مختصر ابن الحاجب / أبو الفداء إسماعيل بن عمر بن كثير القرشي البصري ثم الدمشقي (701- 774 هـ).
المعتبر في تخريج أحاديث المنهاج والمختصر / الزركشي (745- 794 هـ).
غاية مأمول الراغب في معرفة أحاديث ابن الحاجب / ابن الملقن (723- 804 هـ).
موافقة الخبر الخبر في تخريج أحاديث المختصر / أبو الفضل أحمد بن علي بن محمد بن أحمد بن حجر العسقلاني (773- 852 هـ).

## المصطلحات
من المصطلحات التي ذكرها في مختصره:
لنا: إشارة إلى الدليل الصحيح على مطلوبه
قال الشمس الأصفهاني: «وقد علم ‌باستقراء ‌كلامه في هذا المختصر أنه يشير بلفظ " لنا " إلى الدليل الصحيح على مطلوبه».
وقال عضد الدين الإيجي: «قد اطرد اصطلاح المصنف في أنه يعبر بقوله (لنا) عن ‌دليل ‌المذهب ‌المختار ‌الذي ‌يرتضيه».
استُدِلَّ: إشارة إلى الدليل الفاسد على مطلوبه
قال الشمس الأصفهاني: «وقد علم ‌باستقراء ‌كلامه في هذا المختصر أنه يشير بلفظ ... (استدل) إلى الدليل الفاسد على مطلوبه».
وقال عضد الدين الإيجي: «قد اطرد اصطلاح المصنف في أنه يعبر بقوله ... (استدل) عن دليل المختار الذي يزيفه».
قالوا: إشارة إلى دليل المذهب الفاسد
قال الشمس الأصفهاني: «وقد علم ‌باستقراء ‌كلامه في هذا المختصر أنه يشير بلفظ ... (قالوا) إلى دليل المذهب الباطل».
وقال عضد الدين الإيجي: «قد اطرد اصطلاح المصنف في أنه يعبر بقوله ... (قالوا) عن دليل المخالف وإن كان المذكور واحداً نظراً إليه وإلى أتباعه، هذا إذا كان المذهب المخالف متعيناً وإلا عبر عنه بذكر ذي المذهب باسمه أو بالنسبة إلى المذهب أو بذكر المذهب فيقول مثلاً: (القاضي) (الإمام)، أو (المبيح) (المُحَرِّم)، أو (الإباحة) (التحريم)، وعن الأجوبة بـ (أجيب) أو (الجواب)، أو (رد) ونحوه، وعن السؤال بـ (قيل) أو (اعترض) أو (أورد) وأمثاله».
(أجيب) أو (الجواب)، أو (رد) ونحوه: إشارة إلى الأجوبة
وقال عضد الدين الإيجي: «وعن الأجوبة بأجيب أو الجواب، أو رد ونحوه، وعن السؤال بقيل أو اعترض أو أورد وأمثاله».
(قيل) أو (اعترض) أو (أورد) وأمثاله: إشارة إلى السؤال.
وأمّا الثانية: إشارة إلى المقدمة الثانية الكبرى في الاستدلال القياسي
قال الشمس الأصفهاني: «أشار بقوله: (وأما الثانية)، وكذا ‌في ‌جميع ‌مواضع هذا المختصر، يشير به إلى المقدمة الاستثنائية».
وقال عضد الدين الإيجي: «قوله: (‌وأما ‌الثانية) أي المقدمة الثانية».
الإمام: إشارة إلى إمام الحرمين
قال الزركشي: «حيث وقع (الإمام) في المختصر فالمراد: إمام الحرمين، وأما فخر الدين فلم يُسَمِّهِ بل يعبر عنه بـ: (قيل) تَبَعاً للآمِدي».
البصري: إشارة إلى أبي عبد الله البصري
قال الزركشي: «وحيث أطلق في المختصر (البصري) فالمراد به: أبو عبد الله البصري لا أبو الحسين».

### ومن المصطلحات العامة في كتب الأصول عامة
القاضي
وهو إشارة إلى الباقلاني في كتب الأشاعرة، وإشارة إلى القاضي عبد الجبار في كتب المعتزلة أو في الحكاية عن المعتزلة، وإلى القاضي أبي يعلى الحنبلي في كتب الحنابلة.
قال الزركشي: «وحيث أطلق (القاضي) في كتب الأصول لأصحابنا فالمراد به: القاضي أبو بكر بن الطيب، وحيث أطلق في كتب المعتزلة أو كتب أصحابنا حكاية عن المعتزلة فالمراد: عبد الجبار الجُبَّائي».
قال التاج السبكي: «فإن أصحابنا الأصوليين لا يطلقون هذه اللفظة إلا على ابن الباقلاني».
قال المرداوي: «ومرادي بِالْقَاضِي: أَبُو يعلى» 

## أسلوبه
توارد العلماء على ذكر صعوبة مختصر ابن الحاجب، مع أنه ذكر بأن اللبيب لا يستعصي فهمه له.
قال ابن الحاجب في مقدمة كتابه: «اختصرته على وجه بديع، وسبيل منيع، لا يصد ‌اللبيب عن تعلمه صاد، ولا يرد الأريب عن تفهمه راد».
وقال عضد الدين الإيجي: «ولكنه مستعص على الفهم لا يذل صعابه ولا تسمح قرونته لكل ذى علمه».
وقال حاجي خليفة: «هو: ‌مختصر ‌غريب في صنعه، بديع في فنه، لغاية إيجازه يضاهي الألغاز، ولحسن إيراده يحاكي الإعجاز».
وصعوبة هذا المختصر جعلت الشراح يعترفون في بعض المواضع بأنهم لم يفهموها.
قال السعد التفتازاني: «من الشارحين من فسر هذا المقام بما يشهد بأنه لم يفهمه وآخرون اعترفوا ‌بعدم ‌الفهم فلذا بالغ المحقق في توضيحه بما لا مزيد عليه».

## منهجه
قال نذير حمادو في مقدمة تحقيقه لمختصر ابن الحاجب: «كان [ابن الحاجب] يذكر أولاً: المذهب الحق في نظره، وكان غالباً ما يعبر عنه بـ (المختار)، ثم يذكر أقوال المخالفين، ثم يذكر أدلة المذهب الذي انتصر له، وعادة ما يتصدرها بـ (لنا)، ثم يذكر الاعتراضات الواردة عليها، وعادة ما يأتي بـ (قيل)، أو (واعترض)، أو (وأورد)، ثم يذكر الأجوبة على الاعتراضات، وعادة ما يوظف (أجيب)، أو (الجواب)، أو (رد)، ثم يأتي بأدلة المخالفين واحداً بعد واحد معبراً عنها بـ (واستدل)، ثم يردها بأسلوب علمي دقيق ملؤه الأدب، من غير تجريح».

## مخطوطاته
قد كان السبكي يشير إلى نسخة من المختصر بخط ابن الحاجب نفسه.
وأما المخطوطات التي في متناول الباحثين فمنها نسخة بخط التقي السبكي فرغ منها 23/ 11/ 725 هـ ومقرها في خزانة أحمد تيمور رقم (104) التي آلت إلى دار الكتب القومية بمصر. وهي أقدم نسخة اعتمدها نذير حمادو في أطروحته للدكتوراه عن تحقيقه للمختصر 1423 هـ = 2003 م في جامعة الأمير عبد القادر للعلوم الإسلامية.

## بيانات المراجع
- الصرامي، عبد اللطيف بن سعود بن عبد الله (2012). أبحاث في أصول الفقه (PDF) (ط. 1). الرياض. مؤرشف من الأصل (PDF) في 2021-07-02.{{استشهاد بكتاب}}:  صيانة الاستشهاد: مكان بدون ناشر (link)
- الزركلي، خير الدين (2002). الأعلام (ط. 15). بيروت: دار العلم للملايين.
- ابن الحاجب، عثمان بن عمر؛ تحقيق حمادو، نذير (2006). مختصر منتهى السول والأمل في علمي الأصول والجدل (PDF) (ط. 1). بيروت: دار ابن حزم. ج. مج1.
- ابن خلدون، عبد الرحمن بن محمد؛ تحقيق شحادة، خليل (1988). تاريخ ابن خلدون (ط. 2). بيروت: دار الفكر.
- بدر الدين الزركشي، محمد بن عبد الله؛ تحقيق السلفي، حمدي بن عبد المجيد (1984). المعتبر في تخريج أحاديث المنهاج والمختصر (PDF) (ط. 1). الكويت: دار الأرقم. مؤرشف من الأصل (PDF) في 2021-10-19.
- محمود بن عبد الرحمن الأصفهاني، محمود بن عبد الرحمن؛ تحقيق بقا، محمد مظهر (1986). بيان المختصر شرح مختصر ابن الحاجب (ط. 1). مكة: جامعة أم القرى.
- حاجي خليفة، مصطفى بن عبد الله (1941). كشف الظنون عن أسامي الكتب والفنون. بغداد: مكتبة المثنى.
- عضد الدين الإيجي، عبد الرحمن بن أحمد؛ تحقيق إسماعيل، محمد حسن (2004). شرح العضد على مختصر المنتهى الأصولي ومعه حاشية السعد والجرجاني. بيروت: دار الكتب العلمية.
- جمال الدين الإسنوي، عبد الرحيم بن الحسين؛ تحقيق الجلالي، محمد سنان سيف (1993). زوائد الأصول على منهاج الوصول إلى علم الأصول (PDF) (ط. 1). بيروت: مؤسسة الكتب الثقافية.
- ابن كثير، إسماعيل بن عمر؛ تحقيق الكبيسي، عبد الغني بن حميد بن محمود (1996). تحفة الطالب بمعرفة أحاديث مختصر ابن الحاجب (ط. 2). بيروت: دار ابن حزم.
- تاج الدين السبكي، عبد الوهاب بن علي؛ تحقيق معوض، علي محمد؛ تحقيق عبد الموجود، عادل أحمد (1999). رفع الحاجب عن مختصر ابن الحاجب (ط. 1). بيروت: عالم الكتب.
- الشثري، مشاري بن سعد بن عبد الله (2018). الموازنة بين المختصرات الأصولية المختصر والمنهاج وجمع الجوامع أنموذجاً (ط. 1). لندن: تكوين للدراسات والأبحاث.